# Rellotge lunar

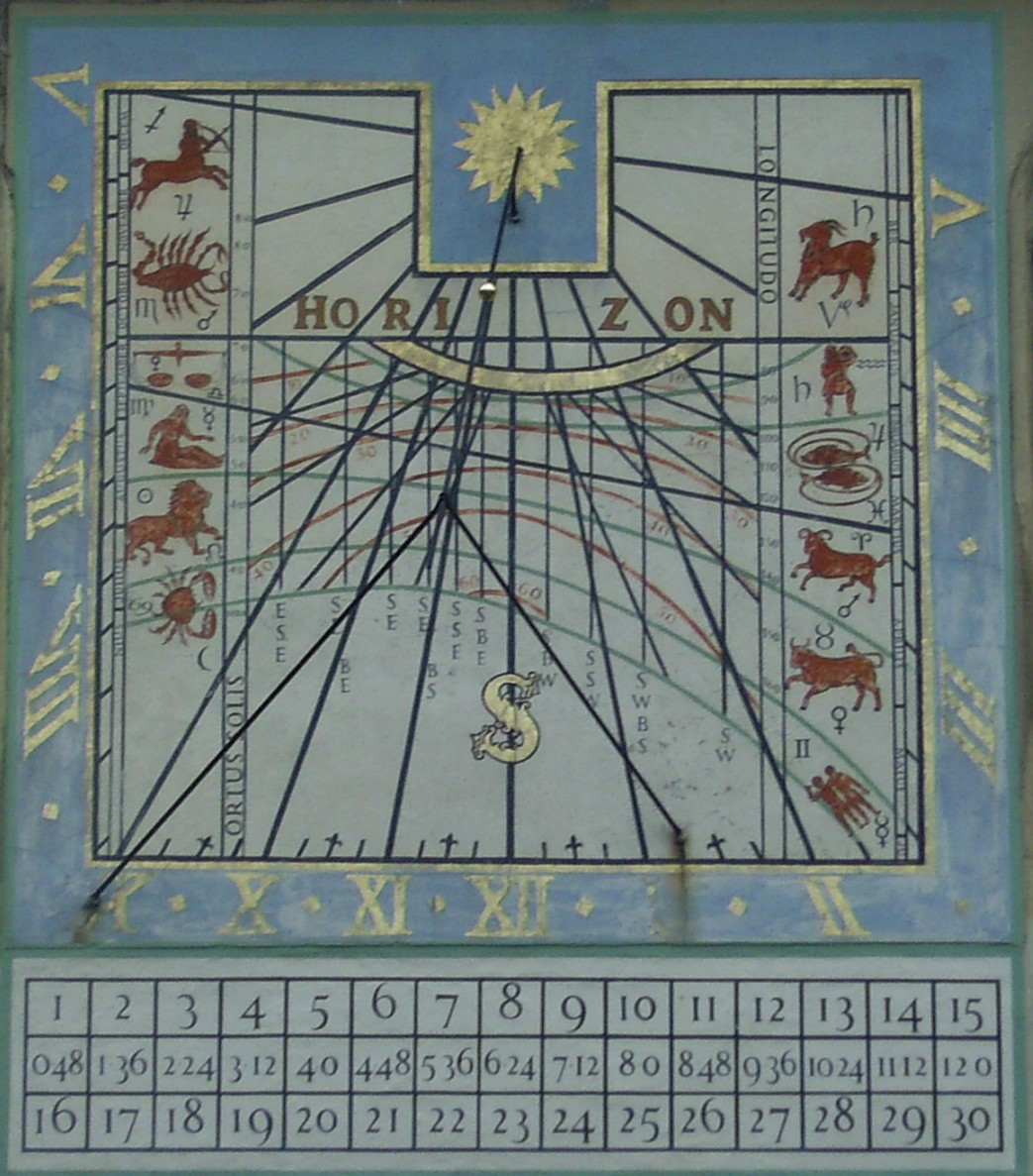
Rellotge lunar del Queens' College, Cambridge, mostrant una taula correctora amb les fases lunars.

Un rellotge lunar (apareix en la literatura com Horologium lunare o rellotge selenític) és una variant dels rellotges solars d'estil axial (és a dir de gnòmon paral·lel a l'eix terrestre). Funciona amb els mateixos principis d'un quadrant solar, la llum indirecta procedent de la lluna il·lumina la superfície d'aquests rellotges, el seu gnòmon proporciona l'ombra de la llum lunar sobre una placa (de pedra, de fusta, etc..). El rellotge lunar més bàsic, per tant, és idèntic a un rellotge solar que només proporciona les hores solars un dia en el que hi ha lluna plena. En la resta de fases lunars és necessari afegir una correcció que va adjunta per regla general a una taula afegida al disseny del rellotge.

## Conceptes
La Lluna en el seu gir al voltant de la Terra presenta diferents aspectes en funció de la seva posició respecte al Sol. Per raó del moviment diürn cada nit la posició lunar es va retrogradant (de mitjana) uns 48 minuts, això vol dir que després d'una setmana d'haver arribat a la lluna plena, la llum lunar porta un retard de 5 hores i 36 minuts abans o després del temps solar. Per aquest motiu tots els rellotges lunars van acompanyats de taules i diagrames correctors.